# 2010年日本グランプリ (4輪)
2010年日本グランプリ (4輪)は、2010年F1世界選手権第16戦として、2010年10月10日に鈴鹿サーキットで開催された。正式名称はFIA FORMULA 1 WORLD CHAMPIONSHIP Japanese Grand Prix SUZUKA 2010。

## 概要
2010年シーズンも残すところあと4戦。ドライバーズランキングはマーク・ウェバー（レッドブル）が202点でトップに立ち、フェルナンド・アロンソ（フェラーリ）が191点、ルイス・ハミルトン（マクラーレン）が182点、セバスチャン・ベッテル（レッドブル）が181点、ジェンソン・バトン（マクラーレン）が177点と続いている。アロンソはイタリアGP、シンガポールGPと2連勝して日本GPを迎えた。
2009年まで冠スポンサーを務めたフジテレビがスポンサーを降板した一方で、新たに鈴鹿サーキットを運営するモビリティランドとローソンがプロモーション提携を結んだことで、ローソンチケット等でのチケット優先販売などが行われた。
またこの年より決勝レーススタート時刻が15時となり、競馬中継（フジテレビ「みんなのKEIBA」、関西テレビ「競馬BEAT」）と放送時間が重複することになった。日本中央競馬会との規約上競馬中継が優先されるため、この年からふたたび地上波の放送は録画（厳密には決勝レース走行中に中継番組が始まるため、約1時間遅れの遅延送出と言える）となった。

## 予選

### スケジュール変更

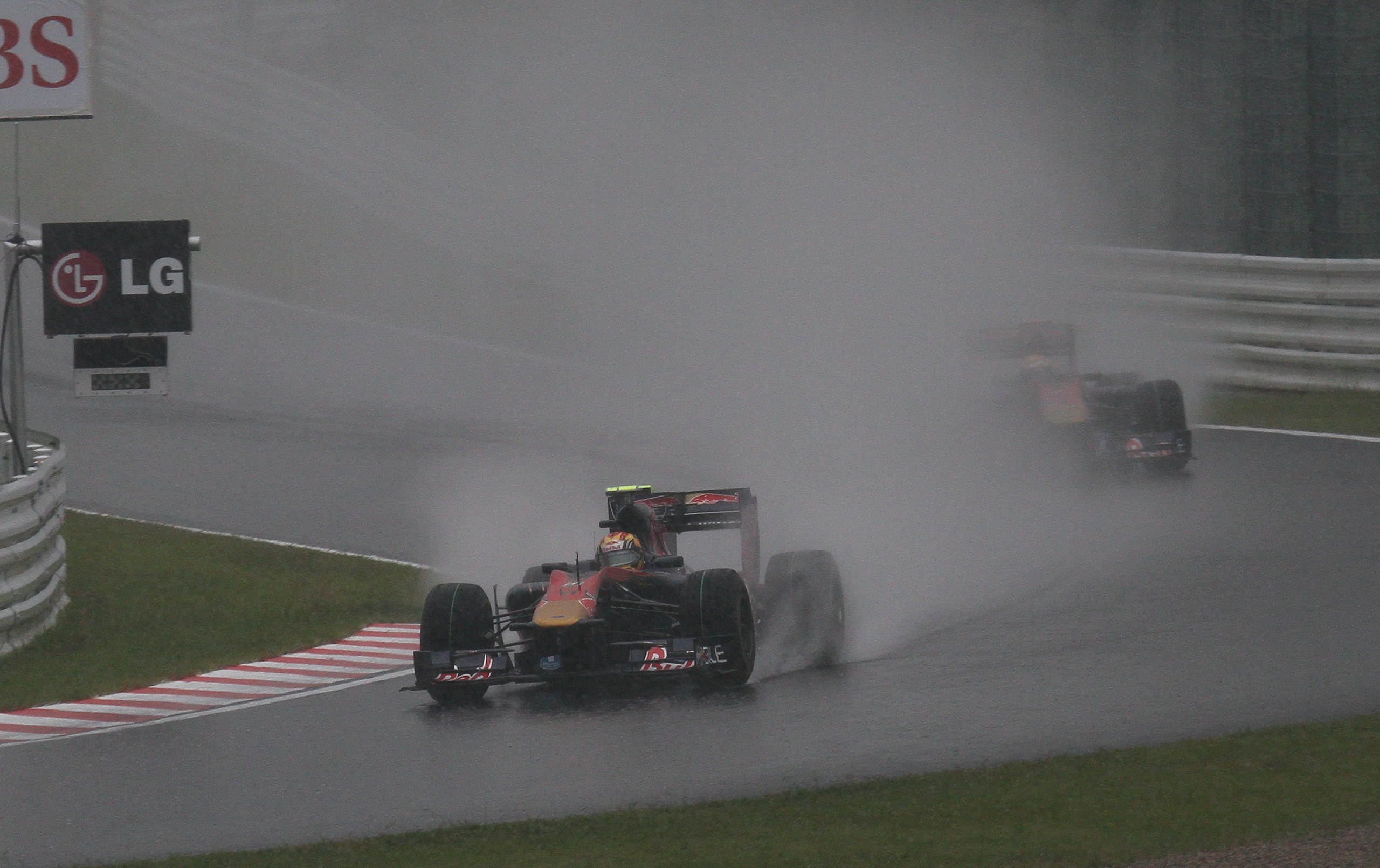
ヘビーウェットコンディションとなった土曜日のフリー走行

鈴鹿サーキットは金曜日フリー走行2回目が終了した直後から雨に見舞われ、土曜日になっても悪天候が続いた。フリー走行でもハイメ・アルグエルスアリとティモ・グロックが低速でタイムを記録した以外は全員がアタックラップを行うことなく終了した。
14時の予選開始時刻が迫っても雨脚は強まる一方で、30分おきにマーシャルカーが出動してコース状況を確認した。日没時刻の関係から16時を過ぎての予選開始は不可能と判断されたが、一向に雨脚は弱まることもなく、15時20分に予選セッションの順延が正式に決定したと発表された。
この結果、2003年のパルクフェルメルール制定以降では3例目となる予選・決勝の同日開催となった。予選全セッションと決勝が同日に行わる「ワンデイグランプリ」としては、台風の影響を受けた2004年日本GP以来2例目となる。変更後の日曜日のスケージュールは以下の通り。
- 9時30分 コースチェック
- 10時〜11時 F1公式予選
- 12時15分〜 ポルシェカレラ・カップ・ジャパン第10戦
- 12時55分～ デモンストレーション走行
- 13時30分〜 ドライバーズパレード
- 15時〜 F1決勝（53周）

10時から行われる予定だったフォーミュラチャレンジ・ジャパン第10戦は中止となり、11月6日に延期された。

### 展開

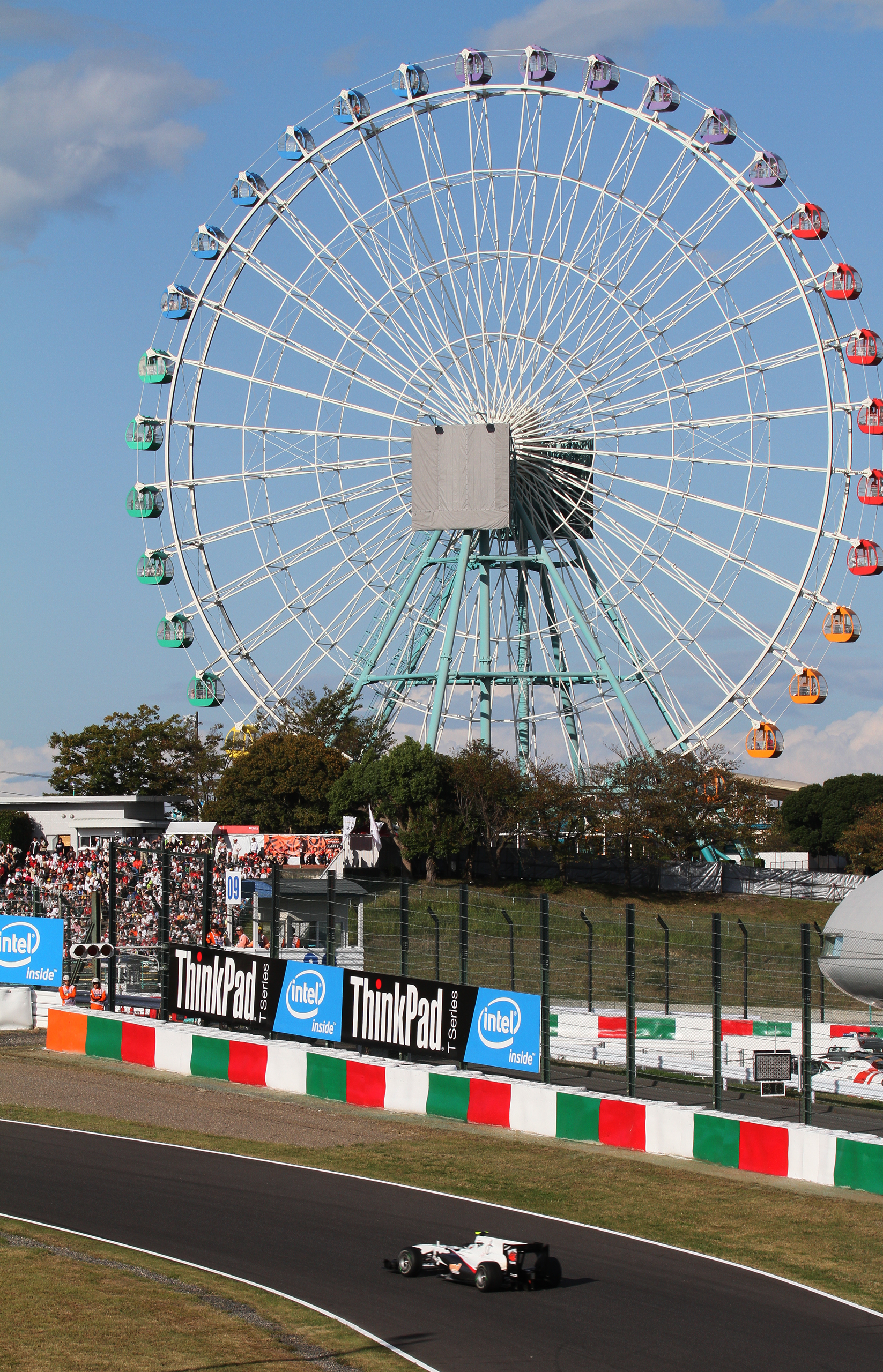
日曜日は秋晴れのもと予選・決勝が行われた

日曜日は朝から晴天に恵まれ、予選開始前にコースはほぼドライコンディションに回復した。トップ10グリッドを決める予選Q3では、レッドブル勢がフロントローを独占。ベッテルが4戦ぶり今季8回目のポールポジションを獲得し、ポイントリーダーのウェバーが2位に付けた。ハミルトンが3位のタイムを記録したが、土曜日のフリー走行後にギアボックスのトラブルが発見され、ギアボックス交換のペナルティを受けて8番グリッドからのスタートとなる。ハミルトンは金曜フリー走行ではデグナーカーブでマシンを大破させるなど、前日から波に乗れていない。
4位はロバート・クビサ（ルノー）が今季3回目となる2列目を獲得し、決勝に向けてダークホース的な存在となった。以下アロンソ（フェラーリ）、バトン（マクラーレン）に続き、メルセデスとウィリアムズの4台が7〜10位に並んだ。フェリペ・マッサ（フェラーリ）はQ2でコースの渋滞にはまり、12位に終わった。
日本人ドライバーは小林可夢偉（ザウバー）が14位、山本左近（ヒスパニア）が最下位の24位からスタートする。小林は予選Q2のラストアタックでは第2セクターまで好タイムを記録していたが、シケインでミスを犯しQ3進出を逃した。
前日の雨で路面のラバーが流れ落ちているため、決勝ではタイヤの消耗度が読みづらい状況となった。Q3進出者の中ではバトンのみがハードタイヤを装着しており、その戦略が注目された。

### 結果
| 順位 | No | ドライバー                 | チーム                         | Q1       | Q2       | Q3       | Grid |
| ---- | -- | -------------------------- | ------------------------------ | -------- | -------- | -------- | ---- |
| 1    | 5  | セバスチャン・ベッテル     | レッドブル・ルノー             | 1:32.035 | 1:31.184 | 1:30.785 | 1    |
| 2    | 6  | マーク・ウェバー           | レッドブル・ルノー             | 1:32.476 | 1:31.241 | 1:30.853 | 2    |
| 3    | 11 | ロバート・クビサ           | ルノー                         | 1:32.808 | 1:32.042 | 1:31.231 | 3    |
| 4    | 8  | フェルナンド・アロンソ     | フェラーリ                     | 1:32.555 | 1:31.819 | 1:31.352 | 4    |
| 5    | 1  | ジェンソン・バトン         | マクラーレン・メルセデス       | 1:32.636 | 1:31.763 | 1:31.378 | 5    |
| 6    | 4  | ニコ・ロズベルグ           | メルセデス                     | 1:32.238 | 1:31.886 | 1:31.494 | 6    |
| 7    | 9  | ルーベンス・バリチェロ     | ウィリアムズ・コスワース       | 1:32.361 | 1:31.874 | 1:31.535 | 7    |
| 8    | 2  | ルイス・ハミルトン         | マクラーレン・メルセデス       | 1:32.809 | 1:31.523 | 1:31.169 | 8    |
| 9    | 10 | ニコ・ヒュルケンベルグ     | ウィリアムズ・コスワース       | 1:32.211 | 1:31.926 | 1:31.559 | 9    |
| 10   | 3  | ミハエル・シューマッハ     | メルセデス                     | 1:32.513 | 1:32.073 | 1:31.846 | 10   |
| 11   | 22 | ニック・ハイドフェルド     | BMWザウバー・フェラーリ        | 1:33.011 | 1:32.187 |          | 11   |
| 12   | 7  | フェリペ・マッサ           | フェラーリ                     | 1:32.721 | 1:32.321 |          | 12   |
| 13   | 12 | ヴィタリー・ペトロフ       | ルノー                         | 1:32.849 | 1:32.422 |          | 13   |
| 14   | 23 | 小林可夢偉                 | BMWザウバー・フェラーリ        | 1:32.783 | 1:32.427 |          | 14   |
| 15   | 14 | エイドリアン・スーティル   | フォースインディア・メルセデス | 1:33.186 | 1:32.659 |          | 15   |
| 16   | 17 | ハイメ・アルグエルスアリ   | トロ・ロッソ・フェラーリ       | 1:33.471 | 1:33.071 |          | 16   |
| 17   | 15 | ヴィタントニオ・リウッツィ | フォースインディア・メルセデス | 1:33.216 | 1:33.154 |          | 17   |
| 18   | 16 | セバスチャン・ブエミ       | トロ・ロッソ・フェラーリ       | 1:33.568 |          |          | 18   |
| 19   | 18 | ヤルノ・トゥルーリ         | ロータス・コスワース           | 1:35.346 |          |          | 19   |
| 20   | 19 | ヘイキ・コバライネン       | ロータス・コスワース           | 1:35.464 |          |          | 20   |
| 21   | 25 | ルーカス・ディ・グラッシ   | ヴァージン・コスワース         | 1:36.265 |          |          | 21   |
| 22   | 24 | ティモ・グロック           | ヴァージン・コスワース         | 1:36.332 |          |          | 22   |
| 23   | 21 | ブルーノ・セナ             | HRT・コスワース                | 1:37.270 |          |          | 23   |
| 24   | 20 | 山本左近                   | HRT・コスワース                | 1:37.365 |          |          | 24   |

- No.2はギアボックス交換を行ったため5グリッド降格ペナルティ

## 決勝

### ベッテルの日本GP連覇

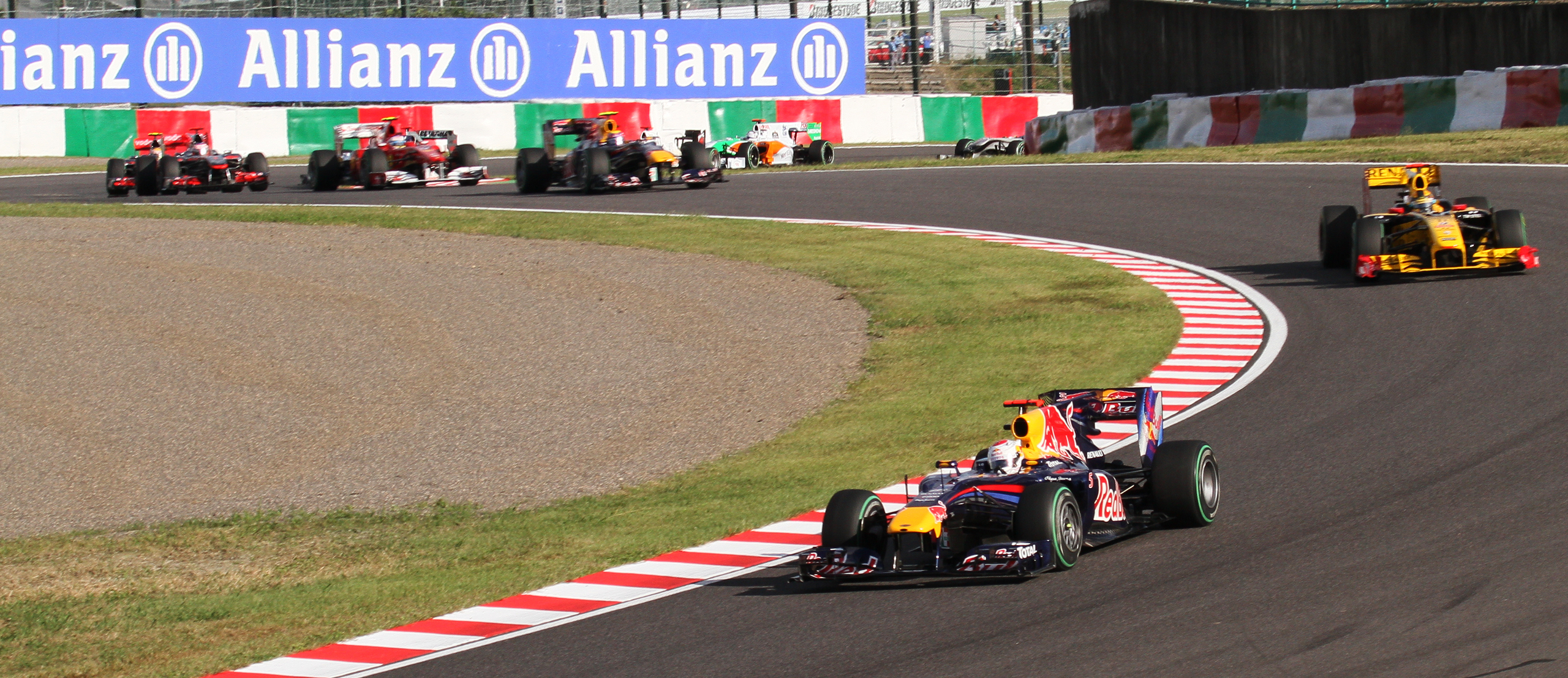
オープニングラップのS字コーナーを通過するトップグループ

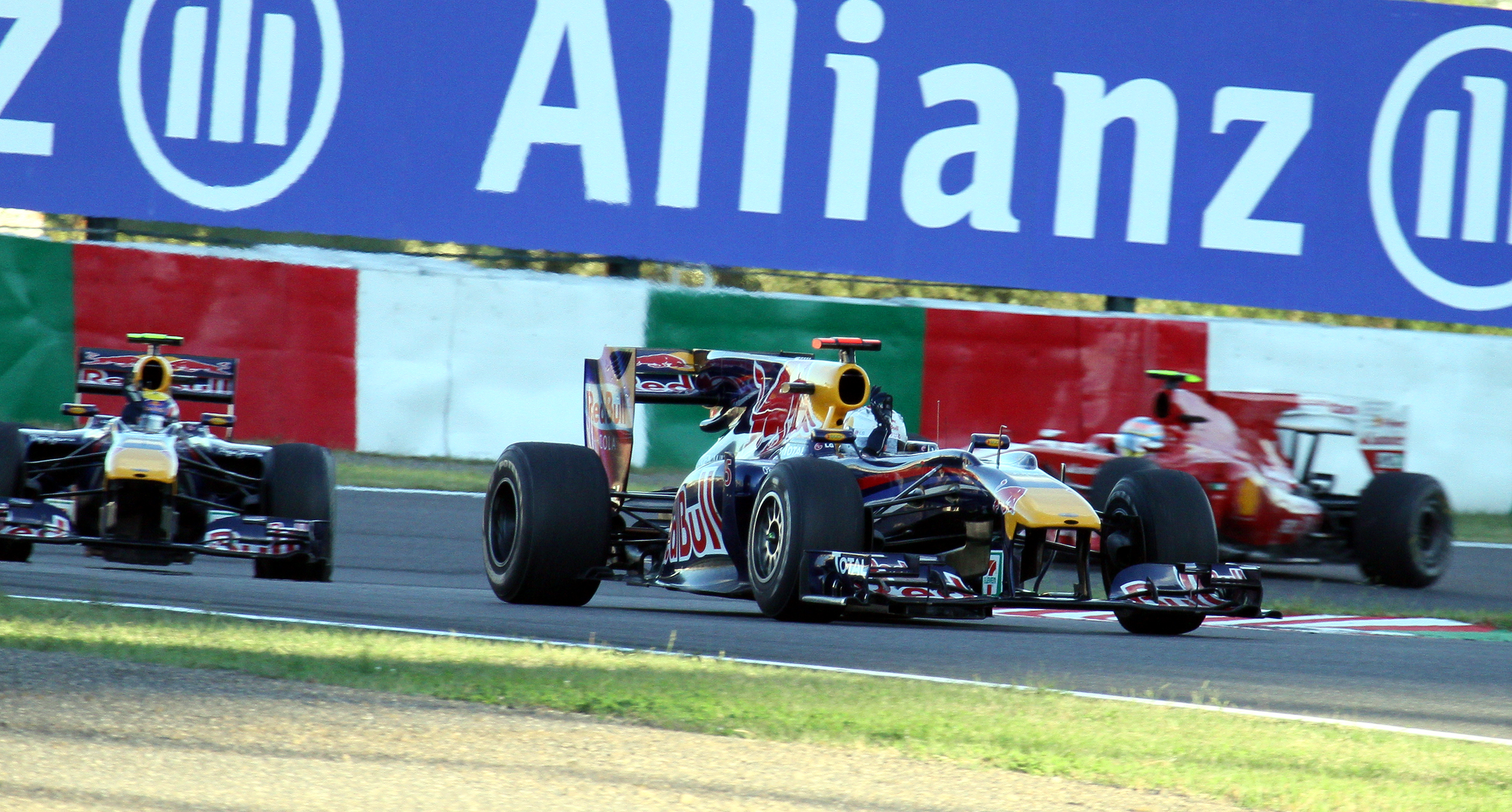
表彰台を獲得したベッテル、ウェバー、アロンソのウィニングラン

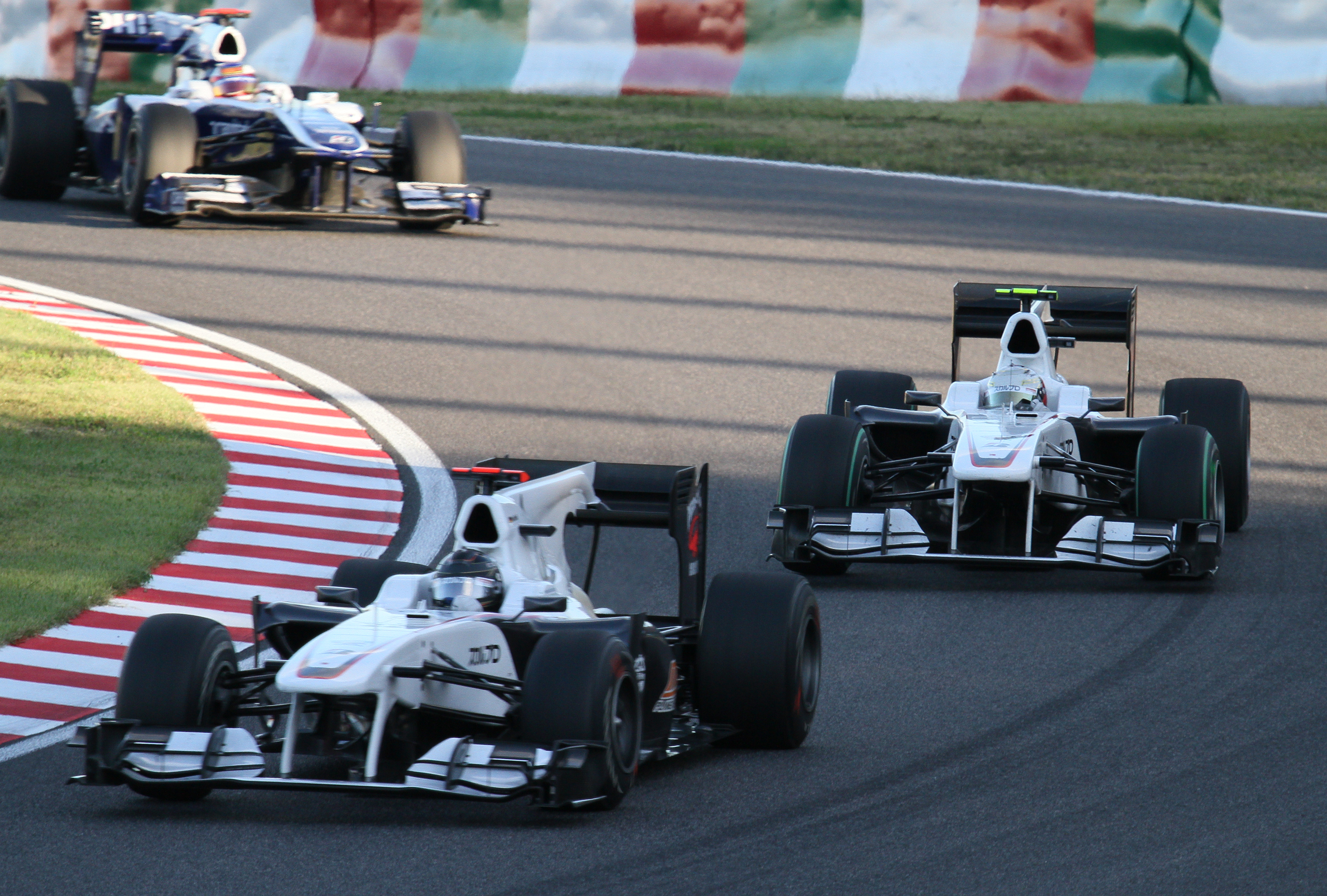
バリチェロをかわし、チームメイトのハイドフェルドを追い上げる小林可夢偉

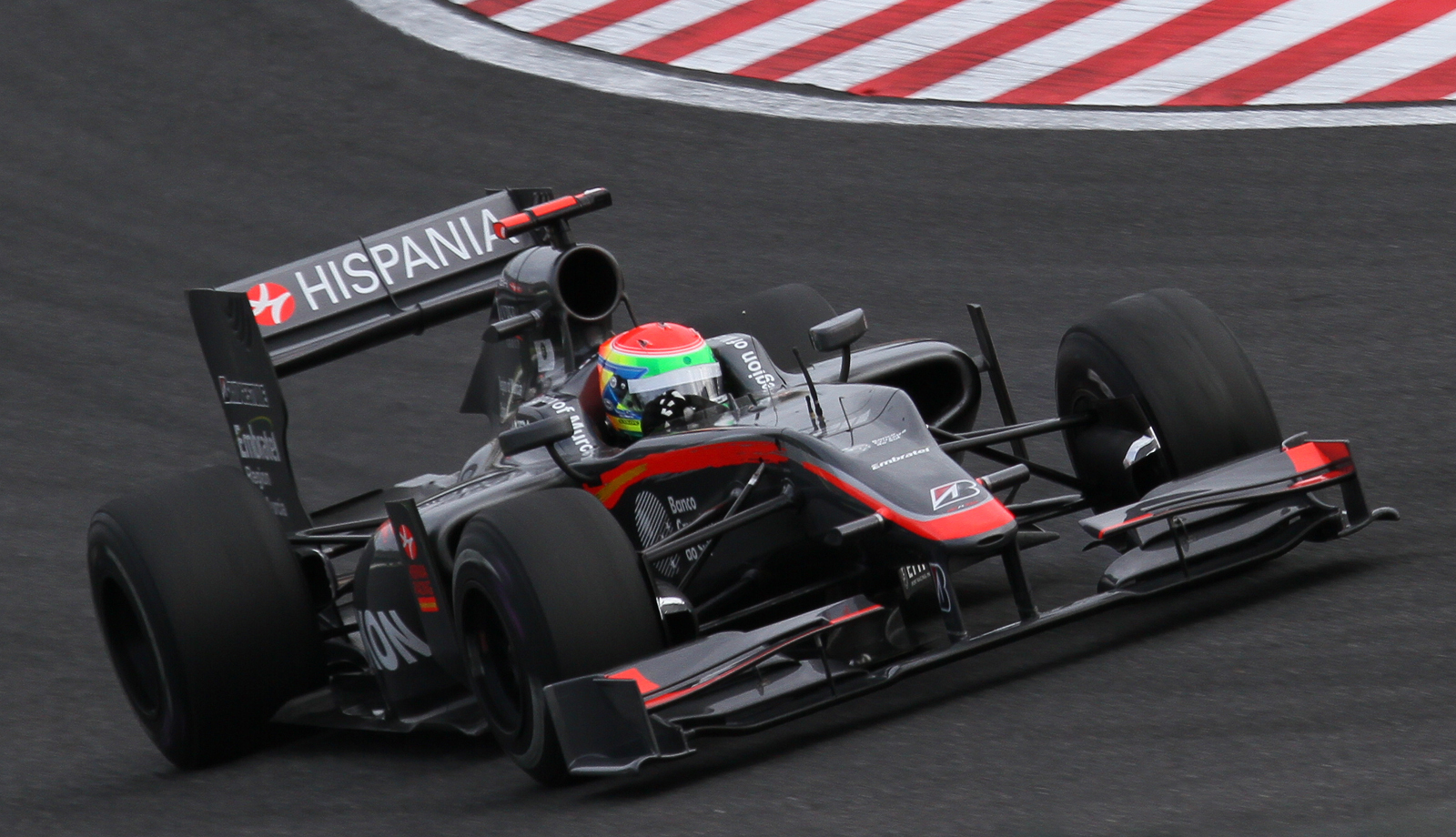
力走する山本左近

ダミーグリッド上でスタートへの準備が進む中、ルーカス・ディ・グラッシ（ヴァージン）がレコノサンスラップ中にクラッシュし、決勝レースに出走できなくなった。
スタートではベッテルが順当にホールショットを決める一方、ウェバーはクビサにかわされ3位に後退した。その後方では大きなクラッシュが2件発生した。ニコ・ヒュルケンベルグ（ウィリアムズ）がスタートを失敗し、後方から来たヴィタリー・ペトロフ（ルノー）と接触。ヒュルケンベルグはマシン後部を大破し、ペトロフもスタンド側のガードレールに激突した。1コーナーではフェリペ・マッサ（フェラーリ）がイン側の芝生に乗り上げてコントロールを失い、ヴィタントニオ・リウッツィ（フォース・インディア）の横腹に激突した。これらの接触で4台がリタイアし、ただちにセーフティカーが導入された。さらに、2位クビサもセーフティーカー走行中に右リアタイヤが脱輪してマシンを止めた（タイヤホイールの装着不良と判明）。
7周目のレース再開時の順位は、ベッテル-ウェバー-アロンソ-バトン-ハミルトン-バリチェロとなった。レッドブルの2台が快調に飛ばし、5秒ほど遅れてアロンソが続く。レースが進むにつれ路面コンディションは改善され、ソフトタイヤの耐久性への不安は解消された。
20周過ぎにタイヤ交換のタイミングを迎えたが、ピットイン後も上位の展開は変わらない。バトンは38周目までタイヤ交換を遅らせたが、ハードタイヤでのロングランは不発に終わった。チームメイトのハミルトンは交換したギアボックスがまた故障して3速以下を失い、4位のポジションをバトンに譲った。
44周目、10位走行中のエイドリアン・スーティル（フォース・インディア）がエンジンから白煙を上げてストップ。ニコ・ロズベルグとミハエル・シューマッハはチームメイト同士で6位を争っていたが、47周目、逆バンク付近でロズベルグの左リアタイヤが脱輪し、クラッシュを喫した（17位完走扱い）。
ベッテルは同僚ウェバーのプレッシャーを浴び続けながらも、冷静にレースをコントロールして53周を走り切り、ポール・トゥ・ウィンを達成した。第9戦ヨーロッパGP以来となる勝利で、チャンピオンシップではアロンソと同点（206ポイント）に並んだ。アロンソはレッドブル向きのサーキットで、ウェバーとの点差拡大を最小限に抑えられたことに満足した。

### 日本勢の健闘
14番手スタートの小林は、バトンと同じくハード-ソフトというタイヤ戦略でレースに臨んだ。スタート直後の混乱を切り抜けると、中位グループの混戦でマシンを傷つけながらもポジションアップし、上位4強チームに次ぐ7位という好成績を収めた。
抜き所の少ない鈴鹿において、小林はヘアピンコーナーへの進入という意外なポイントで5度のオーバーテイクを成功させ、来場の観客を熱狂させた。ザウバー・C29は直線スピードが伸びず、小林は「ぼくらの車はあそこしか抜くとこがない」と狙っていた。ハイメ・アルグエルスアリ（トロ・ロッソ）に対しては、13周目にイン側に飛び込んでパスすると、タイヤ交換後の44周目にはアウト側から被せて抜き去るという自在の攻めをみせた。
2戦ぶりの出場となる山本も、序盤戦はヤルノ・トゥルーリ（ロータス）とティモ・グロック（ヴァージン）を抑え込むなど、非力なマシンで健闘した。
2021年現在、日本グランプリにおいて、地元日本人ドライバーが2人以上出走した最後のレースである。

### 結果
| 順位 | No | ドライバー                 | チーム                         | 周回数 | タイム/リタイア | Grid | ポイント |
| ---- | -- | -------------------------- | ------------------------------ | ------ | --------------- | ---- | -------- |
| 1    | 5  | セバスチャン・ベッテル     | レッドブル・ルノー             | 53     | 1:30:27.323     | 1    | 25       |
| 2    | 6  | マーク・ウェバー           | レッドブル・ルノー             | 53     | +0.905          | 2    | 18       |
| 3    | 8  | フェルナンド・アロンソ     | フェラーリ                     | 53     | +2.721          | 4    | 15       |
| 4    | 1  | ジェンソン・バトン         | マクラーレン・メルセデス       | 53     | +13.522         | 5    | 12       |
| 5    | 2  | ルイス・ハミルトン         | マクラーレン・メルセデス       | 53     | +39.595         | 8    | 10       |
| 6    | 3  | ミハエル・シューマッハ     | メルセデスAMG F1               | 53     | +59.933         | 10   | 8        |
| 7    | 23 | 小林可夢偉                 | BMWザウバー・フェラーリ        | 53     | +1'04.038       | 14   | 6        |
| 8    | 22 | ニック・ハイドフェルド     | BMWザウバー・フェラーリ        | 53     | +1'09.648       | 11   | 4        |
| 9    | 9  | ルーベンス・バリチェロ     | ウィリアムズ・コスワース       | 53     | +1'10.846       | 7    | 2        |
| 10   | 16 | セバスチャン・ブエミ       | トロ・ロッソ・フェラーリ       | 53     | +1'12.804       | 18   | 1        |
| 11   | 17 | ハイメ・アルグエルスアリ   | トロ・ロッソ・フェラーリ       | 52     | +1 Lap          | 16   |          |
| 12   | 19 | ヘイキ・コバライネン       | ロータス・コスワース           | 52     | +1 Lap          | 20   |          |
| 13   | 18 | ヤルノ・トゥルーリ         | ロータス・コスワース           | 51     | +2 Laps         | 19   |          |
| 14   | 24 | ティモ・グロック           | ヴァージン・コスワース         | 51     | +2 Laps         | 22   |          |
| 15   | 21 | ブルーノ・セナ             | HRT・コスワース                | 51     | +2 Laps         | 23   |          |
| 16   | 20 | 山本左近                   | HRT・コスワース                | 50     | +3 Laps         | 24   |          |
| 17   | 4  | ニコ・ロズベルグ           | メルセデスAMG F1               | 47     | ホイール        | 6    |          |
| Ret  | 14 | エイドリアン・スーティル   | フォースインディア・メルセデス | 44     | エンジン        | 15   |          |
| Ret  | 11 | ロバート・クビサ           | ルノー                         | 2      | ホイール        | 3    |          |
| Ret  | 10 | ニコ・ヒュルケンベルグ     | ウィリアムズ・コスワース       | 0      | 接触            | 9    |          |
| Ret  | 7  | フェリペ・マッサ           | フェラーリ                     | 0      | 接触            | 12   |          |
| Ret  | 12 | ヴィタリー・ペトロフ       | ルノー                         | 0      | 接触            | 13   |          |
| Ret  | 15 | ヴィタントニオ・リウッツィ | フォースインディア・メルセデス | 0      | 接触            | 17   |          |
| DNS  | 25 | ルーカス・ディ・グラッシ   | ヴァージン・コスワース         | 0      | クラッシュ      | 21   |          |

- No.25はレコノサンスラップ[8]中にクラッシュしたため、出走せず
- No.12は危険運転により次戦で5グリッド降格のペナルティ